# 法界緣起
法界緣起，亦名無盡法界緣起、法界無盡緣起、一乘缘起、十十無盡緣起、十玄緣起等，是汉传佛教圆教華嚴宗基本教義之一。

## 概述
华严宗在判教中被称为圆教，圆指圆满、圆融、互无分别。法界缘起是华严宗一项基本宗义，屬華嚴四法界中“事事無礙法界”的內容。
法界通指“真如”、“實相”，此處法界緣起指“如來藏自性清淨心”，无尽的诸法各为缘起，又互为缘起，互相影响，相互涉入，自在無窮。正如一盏灯与千盏灯同放光明，交融无别，诸法互入互涉，因此净秽，圣凡之相圆融一体，我、众生与佛也圆融一体，外相虽有别，不生不灭的体性相同。也称爲“一即一切，一切即一”。
法界緣起有两个要點。第一是世出世間，一切現象，均由法界清淨心隨緣生起，離開法界一心更無別物。第二是，在此法界一心作用下，各種現象無不處於你中有我，我中有你，你即是我，我即是你的法界，「圓融無礙」、「重重無盡」的聯繫中。

## 註释

### 引用
1. 1 2  ,   [2019-01-06], （原始内容存档于2019-01-06）
2. 1 2  界诠法师, , 新浪博客,   [2019-01-06], （原始内容存档于2019-01-06）
3. ↑  《華嚴一乘教義分齊章》中称：“法界緣起，乃自在無窮”。
4. ↑  《大方廣佛華嚴經》卷77〈入法界品〉：「是以一劫入一切劫，以一切劫入一劫，而不壞其相者之所住處；是以一剎入一切剎，以一切剎入一剎，而不壞其相者之所住處；是以一法入一切法，以一切法入一法，而不壞其相者之所住處；是以一眾生入一切眾生，以一切眾生入一眾生，而不壞其相者之所住處；是以一佛入一切佛，以一切佛入一佛，而不壞其相者之所住處。」

### 外部文献
- 黃俊威，《從「真如緣起」到「法界緣起」的進路──「一心」觀念的確立 （页面存档备份，存于）》，《中華佛學學報》第07期 p.287-314
- 释印顺，《略談「法界緣起」 （页面存档备份，存于）》
- 謝大寧，《試析華嚴宗「法界緣起」義 （页面存档备份，存于）》，《中正大學學報》第一卷第一期 p.55-76，1990.09